# David Parker Ray
David Parker Ray, noto anche con lo pseudonimo di Toy-Box Killer (Belen, 6 novembre 1939 – Hobbs, 28 maggio 2002), è stato un criminale statunitense.
Sebbene i corpi non siano stati mai rinvenuti, è stato accusato dai suoi complici di aver ucciso diverse persone e sospettato dalla polizia di essere un assassino seriale responsabile di almeno 60 omicidi nell'Arizona e nel Nuovo Messico, mentre viveva a Elephant Butte, a circa 7 miglia a nord di Truth or Consequences. Insonorizzava un rimorchio per camion che chiamava la sua "scatola dei giocattoli" (toy box) e lo equipaggiava con oggetti usati per la tortura sessuale.
Ray è stato condannato per il rapimento e la tortura di almeno tre persone nel 2001, per il quale ha ricevuto una lunga condanna, ma non è mai stato condannato per omicidio. Morì per un infarto circa un anno dopo le sue condanne in due casi (il secondo dei quali risultò in un plea bargaining).

## Biografia
Durante la sua infanzia, David e sua sorella minore Peggy hanno vissuto con il nonno, particolarmente severo. Era visitato sporadicamente dal suo padre violento e alcolista che gli avrebbe fornito delle riviste che descrivevano la pornografia sadomasochista. Al Mountainair High School, a Mountainair, nel Nuovo Messico, è stato anche vittima di bullismo da parte dei suoi compagni per la sua timidezza nei confronti delle ragazze.
Le sue fantasie sessuali di stupro, tortura e persino uccisione di donne si sono sviluppate durante la sua adolescenza. Intorno a questo periodo, sua sorella scoprì i suoi disegni sadomasochistici, oltre a fotografie erotiche di atti di bondage. Dopo aver completato il liceo, ha lavorato come meccanico. Fu radiato dall'esercito statunitense, dove il suo servizio comprendeva anche il lavoro come meccanico generale.
È stato divorziato quattro volte e ha avuto due figli, tra cui Glenda Jean "Jessie" Ray.

## Crimini
Ray torturò sessualmente e presumibilmente uccise le sue vittime usando fruste, catene, pulegge, cinghie, morsetti, barre per le gambe, lame chirurgiche e seghe. Si pensa che abbia terrorizzato molte donne con questi strumenti per molti anni, mentre viveva nel Nuovo Messico, con l'aggiunta di più complici, presumibilmente includendo molte delle donne con cui usciva insieme. All'interno della stanza delle torture, insieme con numerosi giocattoli sessuali, strumenti di tortura, siringhe e diagrammi dettagliati che mostravano diversi metodi e tecniche per infliggere dolore, c'era un generatore elettrico fatto in casa che veniva usato per la tortura. Uno specchio era montato sul soffitto, sopra il tavolo da ginecologo sul quale avrebbe legato le sue vittime. Ray avrebbe anche messo le sue vittime in aggeggi di legno che le piegavano e immobilizzavano mentre i suoi cani e qualche volta altri suoi amici le violentavano. È stato detto che voleva che le sue vittime vedessero tutto ciò che stava facendo a loro durante le sessioni di tortura. Ray aveva spesso registrato un nastro audio di sé stesso per le sue vittime ogni volta che riprendevano conoscenza.

## Indagine
Ray finse di essere un agente di polizia sotto copertura e si avvicinò a Cynthia Vigil in un parcheggio. Le disse che era in arresto, per sollecitazione di lavoro sessuale, e l'ammanettò. La mise nella roulotte e la portò a Elephant Butte. Dopo tre giorni di prigionia, Vigil fuggì dalla sua roulotte a Elephant Butte, il 22 marzo 1999. Per fuggire, aspettò che Parker andasse al lavoro, poi riuscì ad aprire le catene con le chiavi che il complice di Ray, Cindy Hendy, aveva lasciato su un tavolo vicino, mentre Hendy era in un'altra stanza al telefono. Dopo che Vigil prese le chiavi, Hendy si accorse del tentativo di Vigil di scappare e ne seguì uno scontro. Durante la lotta, Hendy ruppe una lampada sulla testa della vittima, ma Vigil riuscì ad aprire le catene e pugnalò Hendy al collo con un rompighiaccio. Hendy cadde a terra e Vigil fuggì. Vigil corse via nuda, indossando solo un collare da schiavo di ferro e catene con lucchetti. Una volta che Vigil scappò, corse lungo la strada in cerca di aiuto, in seguito, ricevendo assistenza da un proprietario di casa nelle vicinanze. Il padrone di casa prese Vigil, la confortò e chiamò la polizia. La sua fuga, alla fine, ha portato i funzionari sulla pista e alla cattura di Parker e dei suoi complici.
Dopo la fuga di Vigil, la polizia, catturò Ray e Hendy. Dopo la notizia dell'arresto, un'altra vittima, Angelica Montano, si fece avanti. Raccontò una storia simile e disse che aveva riferito l'incidente alla polizia, ma non c'era stato nessun seguito. Anche altre donne rapite al Raymond's Lounge di Truth or Consequences si fecero avanti. Il manager del Raymond's Lounge era un complice. Ray era un ufficiale del State Park, e il manager del Raymond's Lounge diede a Ray una credibilità, nonostante sapesse che le donne sarebbero state rapite. Numerosi individui, tra cui membri delle forze dell'ordine, erano complici nella scatola della tortura e dello stupro. I corpi non vennero mai rinvenuti poiché vennero scaricati in miniere abbandonate sul lato est del lago Caballo dai complici di Ray.
Ray aveva un video di un'altra vittima, Kelli Garrett, risalente al 1996. Alla fine, Garrett è stata trovata viva in Colorado, dopo che la polizia ha identificato un tatuaggio sulla sua caviglia. Garrett, in seguito, testimoniò di aver avuto una lotta con suo marito e decise di passare la notte a giocare a biliardo con gli amici. Il 24 luglio 1996, la figlia di Ray, che era amica di Garrett, la portò al Blu-Water Saloon a T or C, e drogò la birra che ella stava bevendo. Garrett, riuscì a raggiungere il parcheggio quando Ray la colpì da dietro, facendole perdere i sensi. Ray la portò alla sua roulotte e attaccò un collare ed un guinzaglio a Garrett. Garrett si svegliò, ma si svenne più volte durante due giorni di torture e droghe. Durante questo periodo, Ray notò che stava respirando e le squarciò la gola. Pensando che l'avesse uccisa, Ray la scaricò sul ciglio della strada vicino a Caballo. In seguito, è stata curata per le sue ferite in una clinica locale. Né suo marito, né la polizia, credevano alla sua storia. Suo marito credeva che l'avesse tradito la notte in cui era stata aggredita. Ha chiesto il divorzio e Garrett si è trasferita in Colorado. Successivamente, è stata intervistata su Cold Case Files riguardo al suo calvario.
Dall'indagine sono stati scoperti altri due complici: Glenda Jean "Jesse" Ray (figlia di Ray) e Dennis Yancy. Yancy ammise di aver strangolato la sua ex ragazza, Marie Parker, dopo che Ray l'aveva rapita e torturata. Yancy fu infine condannato per omicidio di secondo grado e cospirazione per aver commesso un omicidio di primo grado, e ricevette due mandati di quindici anni.
Da quell'omicidio, Ray avrebbe ammesso di aver avuto un complice di nome Billy Bowers, un precedente socio in affari, che Ray ha anche ucciso.
L'FBI ha inviato 100 agenti per esaminare la proprietà e i dintorni di Ray, ma non sono stati trovati resti umani identificabili.
Per impedire alle donne di denunciare i crimini, Ray le aveva drogate con agenti per indurre l'amnesia. Registrò sé stesso dicendo a una donna che le droghe erano "tiopental sodico e fenobarbital". Una donna rimase incerta sul fatto che i suoi ricordi degli abusi fossero tutt'altro che incubi fino a quando non fu contattata dall'FBI. Dopo essere stata interrogata, ricordò l'episodio di maltrattamento in modo sempre più dettagliato.

## Prove
Fu deciso di provare Ray in tre prove separate: (1) per Cynthia Vigil, (2) per Angelica Montano e (3) per Kelli Garrett. Il processo 1 ha provocato un annullamento e un nuovo processo, con una condanna nel processo per tutti e 12 i capi per i quali è stato accusato. Montano è morta prima del processo 2, quindi non è stata condotta. Ray accettò un plea bargain, in base al quale fu condannato a 224 anni di carcere per numerosi reati coinvolti nel rapimento e tortura sessuale di tre giovani donne nella sua casa sul lago Elephant Butte. La figlia di Ray, Glenda Jean "Jesse" Ray, è stata anche processata con l'accusa di sequestro di persona; fu condannata a due anni e mezzo di prigione, con altri cinque anni da svolgere in libertà vigilata.
Nel 1999, il complice Dennis Roy Yancy fu condannato per l'omicidio di strangolamento di Marie Parker a Elephant Butte, che Ray registrò. Nel 2000, Cindy Hendy, una complice che ha testimoniato contro Ray, ha ricevuto una condanna di 36 anni per il suo ruolo nei crimini. Avrebbe dovuto ricevere la condizionale nel 2017.
Il 28 maggio 2002, Ray è stato trasportato presso il Lea County Correctional Facility a Hobbs, nel Nuovo Messico, per essere interrogato dalla polizia di stato. Morì per un infarto prima che l'interrogatorio programmato avesse luogo.
Nel 2010, Yancy è stato rilasciato in libertà dopo aver scontato 11 anni di prigione, ma il rilascio è stato ritardato dalle difficoltà nel negoziare un piano per la residenza. Tre mesi dopo la sua liberazione nel 2011, Yancy è stato accusato di violazione della libertà vigilata. Rimarrà in custodia cautelare fino al 2021, per completare il resto della sua condanna originale.